# Piedmont (Alabama)
Piedmont es una ciudad ubicada en los condados de Etowah y Calhoun en el estado estadounidense de Alabama. En el año 2000 tenía una población de 5120 habitantes y una densidad poblacional de 202,4 personas por km².

## Geografía
Piedmont se encuentra ubicada en las coordenadas 33°55′33″N 85°36′47″O / 33.92583, -85.61306 (33.926005, -85.613137). Según la Oficina del Censo, la localidad tiene un área total de 25,3 km² (9,76833976834 mi²), de la cual 25,3 km² (9,76833976834 mi²) es tierra y 25,3 km² (10 mi²) (0.0%) es agua.

## Demografía
Según la Oficina del Censo en 2000 los ingresos medios por hogar en la localidad eran de $24,893, y los ingresos medios por familia eran $32,163. Los hombres tenían unos ingresos medios de $27,274 frente a los $20,000 para las mujeres. La renta per cápita para la localidad era de $14,220. Alrededor del 22,8% de la población estaban por debajo del umbral de pobreza.